# Sarcophaga emmrichiana
Sarcophaga emmrichiana är en tvåvingeart som beskrevs av Andy Z. Lehrer 2002. Sarcophaga emmrichiana ingår i släktet Sarcophaga och familjen köttflugor. Inga underarter finns listade i Catalogue of Life.